# Rick Tabaracci
Richard Stephen Tabaracci (* 2. Januar 1969 in Toronto, Ontario) ist ein ehemaliger kanadischer Eishockeytorwart, der während seiner aktiven Karriere zwischen 1985 und 2001 unter anderem für die Pittsburgh Penguins, Winnipeg Jets, Washington Capitals, Calgary Flames, Tampa Bay Lightning, Atlanta Thrashers und Colorado Avalanche in der National Hockey League gespielt hat.

## Karriere
Tabaracci spielte während seiner Juniorenzeit zwischen 1986 und 1989 für die Cornwall Royals in der Ontario Hockey League. Während dieser Zeit wurde er zweimal in eines der All-Star-Teams berufen und 1987 zum OHL Goaltender of the Year gewählt. Im NHL Entry Draft desselben Jahres wurde der Torwart von den Pittsburgh Penguins in der zweiten Runde an 26. Stelle ausgewählt, die ihn dann im Verlauf der Saison 1988/89 einmal einsetzten und zu seinem Debüt in der National Hockey League verhalfen.
Zur Saison 1989/90 wechselte Tabaracci dann fest in den Profibereich, nachdem ihn die Penguins zu den Winnipeg Jets transferiert hatten. Mit ihm wechselten Randy Cunneyworth und Dave McLlwain zu den Jets, während Jim Kyte, Andrew McBain und Randy Gilhen nach Pittsburgh zogen. Im Saisonverlauf kam der Torhüter bei den Moncton Hawks in der American Hockey League und den Fort Wayne Komets in der International Hockey League zum Einsatz. Ab der Saison 1990/91 war Tabaracci dann für die folgenden drei Spielzeiten Ersatzkeeper hinter Stammtorwart Bob Essensa bei den Winnipeg Jets, ehe er im März 1993 zu den Washington Capitals transferiert wurde. Es folgten weitere Transfers im April 1995 zu den Calgary Flames, von dort im November 1996 für Aaron Gavey zu den Tampa Bay Lightning, im Juni 1997 wieder zurück nach Calgary und im August 1998 schließlich wieder nach Washington. Lediglich in Calgary und Tampa kam Tabaracci dabei über den Posten des Back-ups hinaus.
Nachdem sein Vertrag in Washington im Sommer 1999 ausgelaufen war, unterzeichnete der Schlussmann kurz nach Beginn der Spielzeit einen Vertrag bei den neu gegründeten Atlanta Thrashers, die sich in ihrer NHL-Premierensaison befanden. Trotz des offenen Kampfes um den Stammplatz im Tor – die Thrashers setzten im Saisonverlauf vier verschiedene Torhüter in mehr als zehn Spielen ein – konnte sich Tabaracci nicht durchsetzen und wurde nur einen Monat nach seiner Verpflichtung zur Colorado Avalanche transferiert, die im Gegenzug Stürmer Shean Donovan nach Atlanta abgaben. Auch dort spielte Tabaracci in den Farmteams des Franchises und fand sich als ungeschützter Spieler vor dem NHL Expansion Draft 2000 wieder, wo ihn die Columbus Blue Jackets auswählten. Da es Columbus aber nicht gelang den Keeper zu verpflichten, wechselte er im Juli 2000 zu den Dallas Stars. Bei diesen spielte er in der Saison 2000/01 für das Farmteam Utah Grizzlies in der IHL.
Am 26. August 2002 verkündete Tabaracci das offizielle Ende seiner aktiven Karriere.

### International
Tabaracci vertrat sein Heimatland bei den Weltmeisterschaften 1992, 1997 und 1999. Dabei gewann er mit dem Team bei der WM 1997 in Finnland die Goldmedaille.

## Erfolge und Auszeichnungen
- 1988 OHL First All-Star Team
- 1988 OHL Goaltender of the Year
- 1989 OHL Second All-Star Team
- 1997 Goldmedaille bei der Weltmeisterschaft

## NHL-Statistik
(Legende zur Torhüterstatistik: GP oder Sp = Spiele insgesamt; W oder S = Siege; L oder N = Niederlagen; T oder U oder OT = Unentschieden oder Overtime- bzw. Shootout-Niederlage; Min. = Minuten; SOG oder SaT = Schüsse aufs Tor; GA oder GT = Gegentore; SO = Shutouts; GAA oder GTS = Gegentorschnitt; Sv% oder SVS% = Fangquote; EN = Empty Net Goal; 1 Play-downs/Relegation; Kursiv: Statistik nicht vollständig)